# 바냐 밀린코비치사비치
바냐 밀린코비치사비치(세르비아어: Вања Милинковић-Савић, Vanja Milinković-Savić, 1997년 2월 20일 ~ )는 세르비아의 축구 선수로 현재 이탈리아 세리에 A의 나폴리에서 활동 중이다.
그의 형인 세르게이 밀린코비치사비치 역시 축구 선수로 활약하고 있다.